# بيني سبنسر
بيني سبنسر (بالإنجليزية: Penny Spencer)‏ هي ممثلة بريطانية، ولدت في 1948 في أوكسبريدج في المملكة المتحدة.

## وصلات خارجية
- بيني سبنسر على موقع IMDb (الإنجليزية)
- بيني سبنسر على موقع قاعدة بيانات الفيلم (الإنجليزية)
- بيني سبنسر على موقع كينوبويسك (الروسية)